# Johan Brattberg
Johan Brattberg, född 28 december 1996, är en svensk fotbollsmålvakt som sedan 2024 tillhör Helsingborgs IF. Brattbergs far, Torbjörn Svensson, var fotbollsmålvakt i Falkenbergs FF.

## Karriär
Brattbergs moderklubb är Falkenbergs FF. I februari 2016 lånades han ut till Eskilsminne IF. I augusti 2016 lånades Brattberg ut till Ullareds IK. Han debuterade för Falkenbergs FF i Superettan den 22 oktober 2017 i en 1–1-match mot Östers IF. Under säsongen 2017 var Brattberg även utlånad till Ullareds IK.
I februari 2021 värvades Brattberg av BK Häcken, där han skrev på ett tvåårskontrakt. Han lånades dock direkt tillbaka till Falkenbergs FF på ett låneavtal fram till sommaren. I januari 2022 lånades Brattberg ut till Superettan-klubben Utsiktens BK på ett säsongslån. I juli 2022 kallades han tillbaka till BK Häcken och förlängde samtidigt sitt kontrakt fram över säsongen 2024. Brattberg spelade två matcher i Allsvenskan 2022 då BK Häcken vann sitt första SM-guld.
I februari 2024 värvades Brattberg av Västerås SK, där han skrev på ett tvåårskontrakt.
Inför säsongen 2025 värvades Brattberg av Helsingborgs IF.

## Meriter
BK Häcken
- Svensk mästare: 2022